# Vinyl Box Set
Vinyl Box Set är en samling av vinylskivor med det amerikanska indierock-bandet Bright Eyes. Samlingen består av de tre första albumen (A Collection of Songs Written and Recorded 1995–1997, Letting Off the Happiness och Fevers and Mirrors) och de 2 första EP-skivorna (Every Day and Every Night och Don't Be Frightened of Turning the Page) till Bright Eyes, remastrad på fem LP-skivor och två 12" EP-skivor. Dessutom finns bonusspår från japanska utgåvor. Vinyl-boxen utgavs 2003.

## Låtlista

### A Collection of Songs Written and Recorded 1995–1997
LP 1
Sida A
1. "The Invisible Gardener" – 2:23
2. "Patient Hope In New Snow" – 4:04
3. "Saturday As Usual" – 3:36
4. "Falling Out Of Love At This Volume" – 2:15
5. "Exaltation On A Cool Kitchen Floor" – 2:36

Sida B
1. "The Awful Sweetness Of Escaping Sweat" – 4:07
2. "Puella Quam Amo Est Pulchra" – 3:08
3. "Driving Fast Through A Big City At Night" – 2:08
4. "How Many Lights Do You See?" – 3:31
5. "I Watched You Taking Off" – 4:02

LP 2
Sida A
1. "A Celebration Upon Completion" – 4:12
2. "Emily, Sing Something Sweet" – 2:59
3. "All Of The Truth" – 3:41
4. "One Straw (Please)" – 2:47
5. "Lila" – 2:59

Sida B
1. "A Few Minutes On Friday" – 4:07
2. "Supriya" – 2:27
3. "Solid Jackson" – 4:28
4. "Feb. 15th" – 4:03
5. "The 'Feel Good' Revolution" – 3:35

### Letting Off the Happiness
Sida A
1. "If Winter Ends" – 3:26
2. "Padraic My Prince" – 3:45
3. "Contrast And Compare" – 3:55
4. "The City Has Sex" – 2:11
5. "The Difference In The Shades" – 4:20
6. "Touch" – 3:43

Sida B
1. "June On The West Coast" – 3:35
2. "Pull My Hair" – 4:05
3. "Empty Canyon, Empty Canteen" (Bonusspår på japanska originalutgåvan) – 2:44
4. "A Poetic Retelling Of An Unfortunate Seduction" – 4:21
5. "Tereza And Tomas" – 7:45

### Every Day and Every Night(EP)
1. "A Line Allows Progress, A Circle Does Not – 3:24
2. "A Perfect Sonnet" – 3:39
3. "On My Way To Work" – 4:16
4. "A New Arrangement" – 5:14
5. "Neely O'Hara" – 6:26

### Fevers and Mirrors
LP 1
Sida A
1. "Spindle, A Darkness, A Fever And A Necklace" – 6:26
2. "A Scale, A Mirror, And These Indifferent Clocks" – 2:43
3. "The Calendar Hung Itself" – 3:55

Sida B
1. "Something Vague" – 3:30
2. "The Joy In Discovery" (Bonusspår på japanska originalutgåvan)  – 1:06
3. "The Movement Of A Hand" – 4:07
4. "Ariennette" – 3:24

LP 2
Sida A
1. "When The Curious Girl Realizes She Is Under Glass" – 3:02
2. "Haligh, Haligh, A Lie, Haligh" – 4:41
3. "The Center Of The World" – 4:38
4. "Jetsabel Removes The Undesirables" (Bonusspår på japanska originalutgåvan) – 6:09

Sida B
1. "Sunrise, Sunset" – 4:33
2. "An Attempt To Tip The Scales" – 8:24
3. "A Song To Pass The Time" – 5:35

### Don't Be Frightened of Turning the Page(EP)
Sida A
1. "Going For The Gold" – 5:04
2. "Oh, You Are The Roots That Sleep Beneath My Feet And Hold The Earth In Place" – 3:08
3. "I Won't Ever Be Happy Again" – 2:40

Sida B
1. "No Lies, Just Love" – 5:57
2. "Kathy With A K's Song" – 5:24
3. "Mirrors And Fevers" – 2:07

(Alla låtar skrivna av Conor Oberst)